# Santuario de Nuestra Señora de Alarcos
El santuario de Nuestra Señora de Alarcos es una ermita de estilo gótico localizada en Alarcos (provincia de Ciudad Real - España) declarada Bien de Interés Cultural en 1980.
De estilo gótico y planta basilical, sobre su puerta se abre un gran rosetón de tracería. Este santuario está dedicado a la Virgen de Alarcos, cuya romería se celebra el lunes de Pentecostés.

## Historia
El 18 de julio de 1195, a los pies del cerro donde está situada la ermita, se desarrolló la batalla de Alarcos, que enfrentó a las tropas de Abu Yusuf Yaqub al-Mansur con las del rey castellano Alfonso VIII, que fue derrotado y facilitó su ocupación musulmana durante diecisiete años. Hasta que gracias a la batalla de las Navas de Tolosa, el 16 de julio de 1212, fue reconquistado el territorio y el inicio de un período de crecimiento de Ciudad Real (antiguamente denominada "Villa Real") que permitió construir el edificio del santuario entre los siglos XIII y XIV.

## Localización
Ubicada en el extremo nordeste del cerro que forma el parque arqueológico de Alarcos, a 10 km de Ciudad Real, en la margen izquierda del río Guadiana. Actualmente se accede a ella por una abertura en la muralla medieval del antiguo castillo construido por Alfonso VIII de Castilla.
Curiosamente se encuentra a escasos 100 m del Santuario Íbero de Alarcos, si bien no hay constancia de una ocupación continuada en lo alto del cerro durante época romana que pudiera hacer pensar que su ubicación está basada en una posible tradición sagrada del lugar.

## Arquitectura

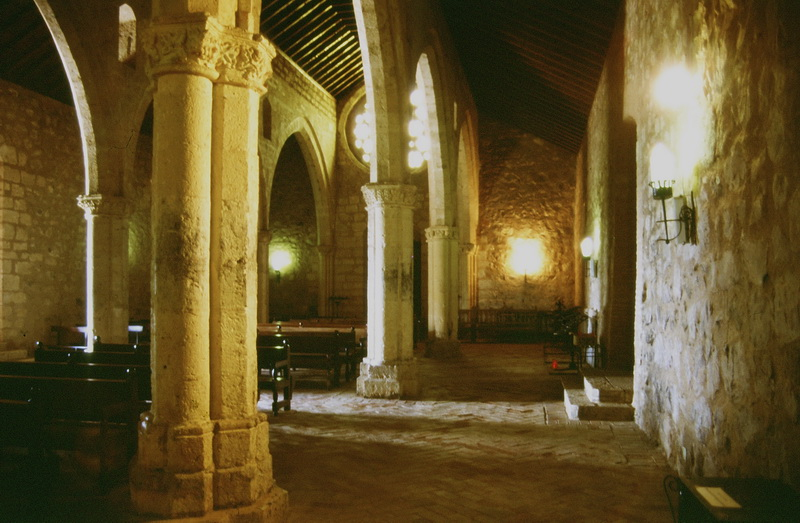
Interior

Edificio constituido por tres naves y planta de cruz latina, concebido con simbología católica, al representar el número "3" la Santísima Trinidad. Las naves están separadas por diez pilares octogonales de piedra caliza, que soportan ocho arcos apuntados. Conservando la capilla absidal su carácter románico.
La fachada principal, orientada hacia el suroeste, destaca por su gran rosetón de tracería, rehundido dentro de un marco cuadrado, está formado por diecinueve lóbulos tallados en piedra. Fue copiado para el rosetón de la Catedral de Ciudad Real.
La fachada sureste, tiene un porche sustentado por ocho columnas de piedra, que continua con la techumbre de la iglesia, de artesonado simple y cubierta de teja. Originalmente era de traza mudéjar con alfarjes pintados.

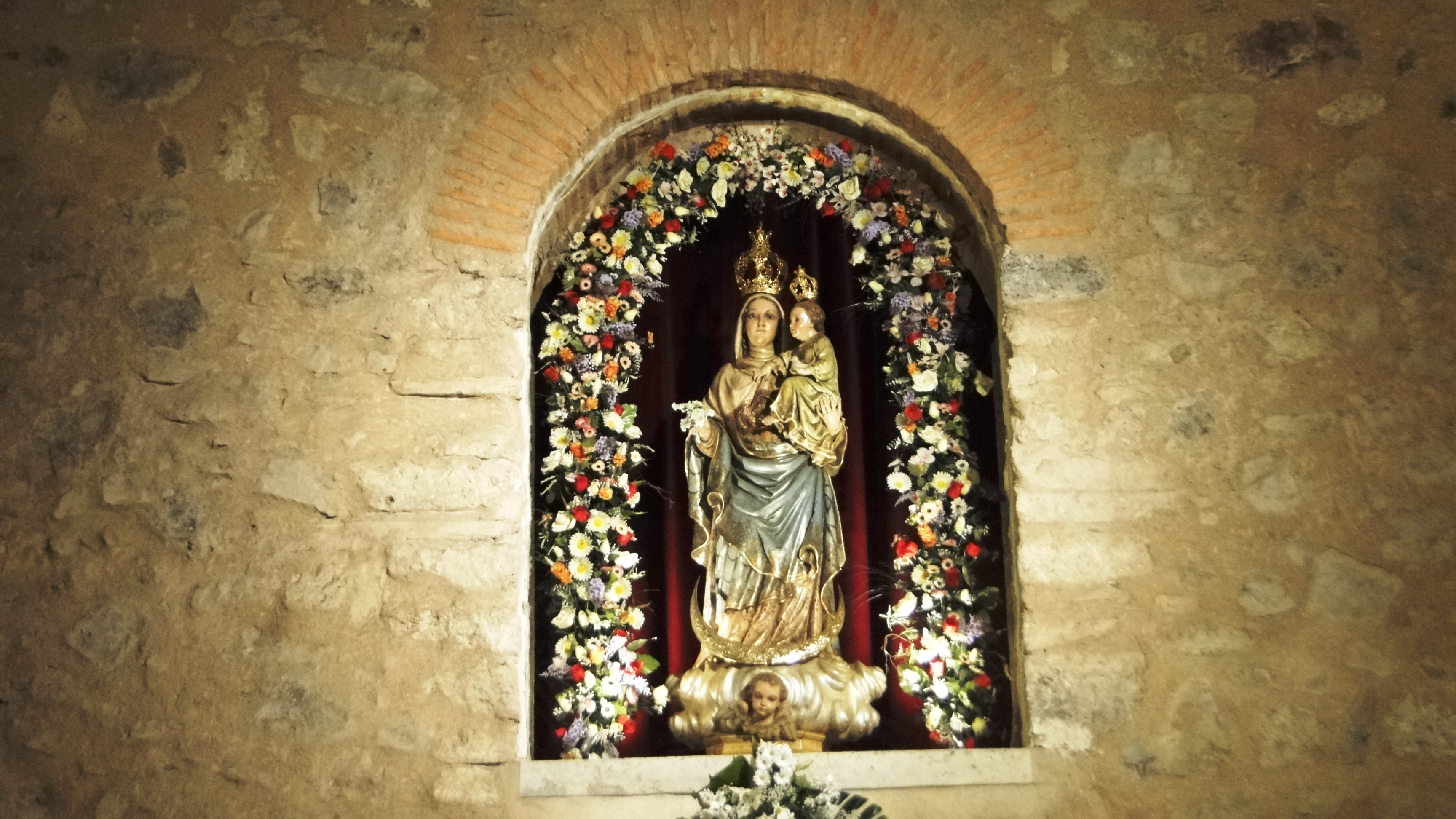
Nuestra Señora de Alarcos

## Véase también

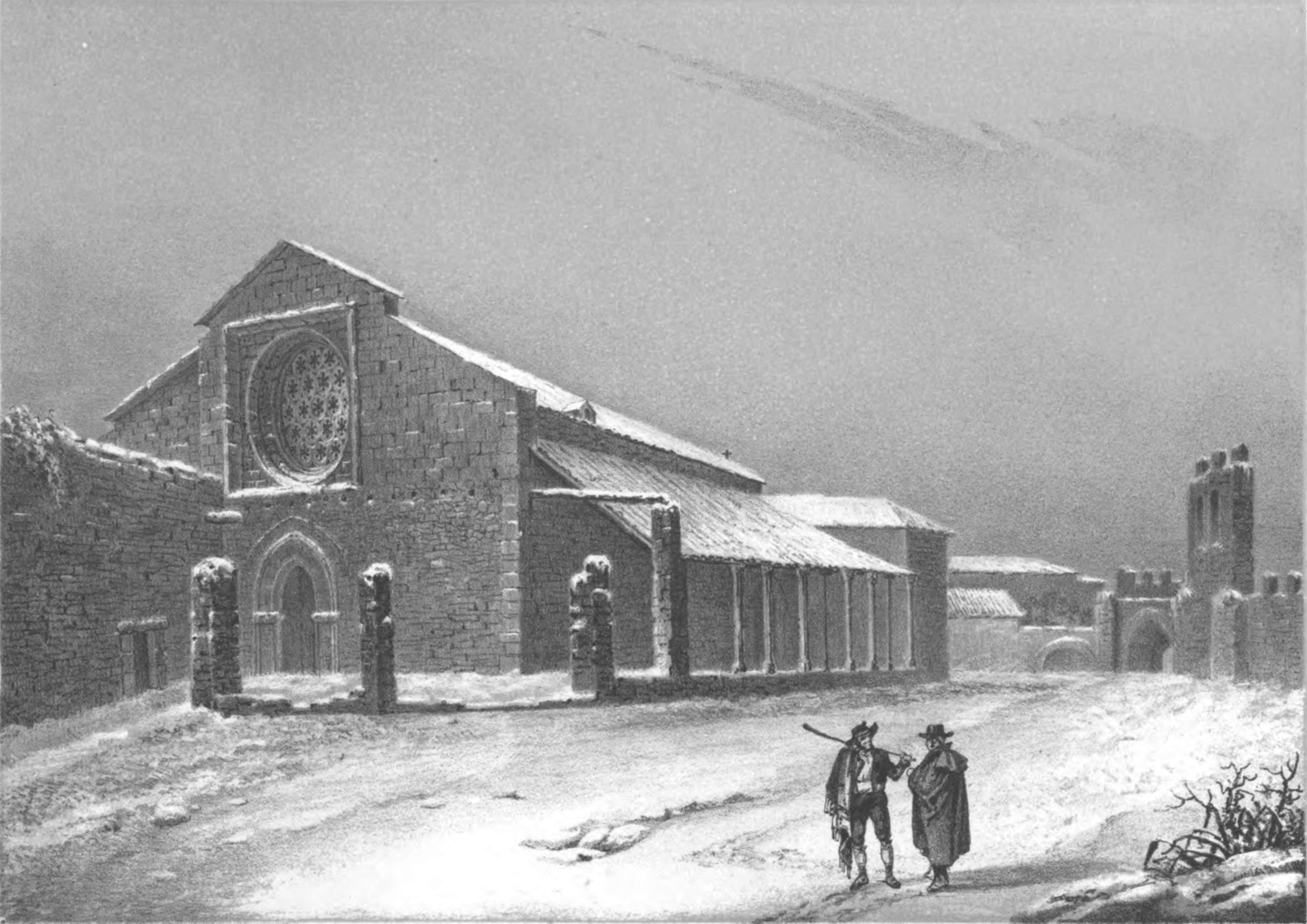
Grabado de Francisco Javier Parcerisa, en 1853.